# Clonaid
Clonaid er et firma, som kom på alle mediernes forside, da det i december 2002 påstod, at det havde klonet et menneske. Firmaet menes at have forbindelse til sekten Raelians, der er forholdsvis ukendt, men menes at tro på, at mennesket er skabt af rumvæsener. Sekten mener endvidere, at kloning kan forlænge menneskets liv med mange hundrede år.
Clonaid blev grundlagt i februar 1997 af Raél men i år 2000 gav han ansvaret for Clonaid videre til den raeliananske biskop Dr. Brigitte Boisselier. 